# 2700
2700 è una serie a fumetti italiana di genere fantasy ideata da Manfredi Toraldo e dal disegnatore Ugo Verdi con l'inserimento di una forte componente tecnologica che molto deve ai romanzi del Ciclo di Darkover e alla saga fumettistica giapponese The Five Star Stories. La serie venne poi proseguita da Manfredi Toraldo con le edizioni Free Books nella testata 3200, ambientata cinquecento anni dopo gli eventi narrati in 2700.

## Storia editoriale
Vennero pubblicate quattro serie, ciascuna delle quali ricominciava da capo la numerazione ristampando inizialmente gli episodi della serie precedente. La prima è costituita da un solo numero, identificato come "numero zero", edito dalle Edizioni Antropos e presentato a una fiera del fumetto nel 1994, Umbria Fumetto. Lo stesso anno l'editore Grafiche 2000 fa esordire la prima serie vera e propria, partendo dalla ristampa del primo numero e distribuendola in edicola solo a Torino e nel circuito librario nazionale; la serie venne pubblicata per complessivi 8 numeri fino al 1996. Nel 1997 la serie venne ripresa da edizioni Piuma Blu ristampando inizialmente tutti i numeri di quella precedente tranne il numero zero, per poi pubblicare tre storie inedite; questa edizione venne distribuita nelle edicole di tutta Italia fino al 1998. Nel 2000 la serie venne ripresa dalle Edizioni Orione per la terza e ultima volta, continuando la numerazione della precedente e pubblicando altri 10 numeri.
Parallelamente alla ristampa sono usciti una serie di speciali con storie inedite per non lasciare scoperto il mercato delle fumetterie. Pubblicata in un formato che si rivolgeva evidentemente a un pubblico di lettori Bonelli gli albi erano di 96 pagine con una dimensione appena più piccola in larghezza del tipico formato della casa editrice milanese (15,5 x 21 cm contro i 16 x 21 cm della Sergio Bonelli Editore).
Per le edizioni Piuma Blu sono usciti 13 speciali brevi (dalle 16 alle 32 pagine), dieci albi della serie regolare (96 pagine ognuno, tranne il numero uno, più lungo di otto pagine), un numero zero di ottanta pagine (andando controcorrente, di norma all'epoca i "numeri 0" erano molto brevi) e uno speciale di grosse dimensioni (A4 - cm 21 x 29,7) e otto ristampe complete.
Dopo la chiusura della Piuma Blu, dovuta a incomprensioni interne, alcuni disegnatori già coinvolti nel precedente progetto, fondano le Edizioni Orione, pubblicando dieci albi di 32 pagine che vedono la divisione in capitoli più brevi di storie ideate per la serie regolare di 96 pagine e portano la saga a un'ideale conclusione che, nelle intenzioni di Toraldo doveva essere la chiusura del primo ciclo narrativo.

## Trama
Comparvero però i Fanti. Mutanti Androgini", nuovo potere che, incontrollato, avrebbero preso in mano il globo. Si affacciarono alla vita per essere odiati, temuti e inseguiti, nella terra del "2700".»
(Dall'introduzione presente in ogni albo)
La nostra civiltà si è estinta e dalle ceneri di essa ne è nata una nuova, simile per struttura politica al feudalesimo del mondo medievale europeo.
Una certa conoscenza tecnologica è stata conservata nelle mani di una gilda chiamata obscure, una corsa alle armi viene scatenata dalla scoperta di un tipo di cristalli (denominati Sinapsi) che possono divenire fonte d'energia di qualunque macchinario, garantendo il loro massimo potere quando vengono azionati da un uomo e una donna contemporaneamente. Questo porta la tecnologia a svilupparsi su binari molto differenti rispetto a quella esistente prima della catastrofe, ma queste nuove conoscenze vengono tenute segrete e gelosamente custudite dagli obscure e dalla Chiesa Universale delle Made.
Alcuni obscure si tramutano così in gearingmakers, ovvero progettisti e realizzatori di robot giganteschi (i Gearing, assegnati alla famiglia regnante di ogni feudo, ed i più piccoli Golem) al servizio della nobiltà e della chiesa. Questi giganteschi mecha (alti dai 30 ai 60 metri), azionati rigorosamente dalla collaborazione di una donna (appartenente alle gerarchie religiose), detta made e di un uomo (appartenente alla nobiltà), detto master, diventano il vero e proprio strumento di potere del ventottesimo secolo. Gli stessi Gearing ed i Golem vengono descritti alla popolazione come servitori angelici al servizio di Dio, mentre le lotte avvenute nel passato tra i possessori dei robot dopo la loro iniziale introduzione, di cui rimangono vaghi ricordi nel folklore, vengono descritte come lotte tra angeli e demoni. La necessità di impiegare una made addestrata dalla chiesa per pilotare i mezzi robotici, fa sì che i nobili, al di là delle loro eventuali ambizioni e degli attriti tra i vari feudi, siano sempre costretti a sottostare al potere ecclesiastico.
Il lungo e indiscriminato utilizzo delle sinapsi causa però alterazioni genetiche nella razza umana, che portano alla nascita di una sottospecie androgina chiamata fanti, prima limitata alle sola discendenza delle made (per via del loro maggiore contatto con i cristalli), poi generalizzata.
In quella che è ormai una civiltà strutturata sull'equilibrio nel dominio tra maschi e femmine, attraverso una chiesa matriarcale e una nobiltà patriarcale, la nascita di questi nuovi esseri, che mostrano una maggiore sintonia con le sinapsi, e che da soli potrebbero usare i giganteschi robot, viene vista come un pericolo per la società ed essi vengono demonizzati e viene dato il via ad un progetto di sterminio con la creazione di un organo repressivo chiamato inquisizione.
In questo panorama nel fumetto seguiamo principalmente le avventure di un fante (Ariel) e dei suoi due compagni (Behemoth e Abner), ricercati dagli inquisitori della chiesa, che lottano per sopravvivere in una società che è loro nemica. Tramite i loro spostamenti nel continente occidentale viene descritta la situazione politica dei vari feudi e i rapporti (non sempre idilliaci) tra i nobili e la chiesa, oltre ad essere rivelate alcune notizie sulla natura delle sinapsi.
Nei numerosi albi speciali, oltre alle avventure dei protagonisti, vengono presentate le storie di altri personaggi secondari o particolari del mondo.

## Personaggi e oggetti principali
- Ariel è un fante, un essere androgino che dalla prima ipotetica reminiscenza di un personaggio di aspetto elfico tanto caro ai romanzi fantasy, si rivela complesso e spesso in dubbio sull'atteggiamento da seguire nella sua fuga per la sopravvivenza, oltre che nel suo obbedire più al lato femminile o a quello maschile della sua natura.
- Behemoth inizialmente classico forzuto alla Conan, un po' guerriero, un po' barbaro stile Dungeons and Dragons, dissemina nel corso della serie gli indizi di un misterioso passato che man mano ci fa scoprire un legame forte con i mondi ecclesiastico e nobile, elevandone la natura da stereotipo a cliché più complesso (che molto deve ai libri di David Gemmell e alla sua Saga dei Drenai).
- Abner è forse il personaggio più inatteso. Reso pazzo dagli esperimenti misteriosi (e mai approfonditi) di un nobile apparso nel primo numero della serie, serve allo sceneggiatore per inserire commenti e considerazioni esterne alla logica delle serie e, allontanandosi dal cliché della spalla comica, come appare in un primo momento, si rivela eroico e importante ai fini della serie, fin da un episodio in cui salva la vita a Behemoth.
- I Dieci Grandi Inquisitori. Dividendo il Continente Occidentale, luogo dello sviluppo principale della trama, in differenti territori di influenza, dieci generali dell'inquisizione fanno rispettare la legge della Chiesa Universale delle Made. Ogni Grande Inquisitoreviene tratteggiato con grande interesse per la sua storia e per un realismo lontano dagli stereotipi fantasy, fino alla resa di vero e proprio coprotagonista di uno di essi, Lord Druma, Secondo tra i Dieci, più alta carica tra quelli incontrati nel corso della serie pubblicata.
- I Gearing e i Golem i giganteschi robot, chiamati dalla gente del 2700 Grandi Angeli, sottolineando la componente religiosa della loro immagine, sono il diretto risultato di una mentalità di tipo medievale: simboli di un potere politico e materiale, simili alle imponenti armature e agli alti castelli di tanti signori del nostro vero medio evo. Armi più psicologiche che non utili ma in grado di porre in scena combattimenti di grande impatto grafico ed emotivo. Guidati da sinapsi di differente potere, nel corso della serie pubblicata se ne vedono pochi ma ne vengono citati almeno dodici.
- Le Pietre Sinapsi sono cristalli in apparenza simili alle Matrici di Darkover ma che trovano nella dicotomia uomo/donna e nella razza dei fanti la loro originalità. Esistono sinapsi più piccole, utilizzabili solo da donne, dette di primo livello, le sinapsi usate per i gearing, utilizzabili da una donna e un uomo, dette di secondo livello, e sinapsi di maggior potere usate da più donne e un uomo contemporaneamente.

## Elenco degli albi

### Serie regolare
| Nr.     | Titolo                                         | Data pubblicazione | Sceneggiatura    | Disegni                                                                       | Casa editirice   | Pagine |
| ------- | ---------------------------------------------- | ------------------ | ---------------- | ----------------------------------------------------------------------------- | ---------------- | ------ |
| 0       | Un nuovo mondo                                 | marzo 1994         | Manfredi Toraldo | Luciano Salese, Antonio Lapone, Franco Cersosimo, Fulvio Bisca, Claudio Bisca | Antropos         | 80     |
| 0 rist. | Un nuovo mondo                                 | novembre 1994      | Manfredi Toraldo | Luciano Salese, Antonio Lapone, Franco Cersosimo, Fulvio Bisca, Claudio Bisca | Grafiche Duemila | 80     |
| 1       | Un nuovo compagno                              | novembre 1995      | Manfredi Toraldo | Ugo Verdi                                                                     | Piuma Blu        | 112    |
| 2       | Gearing Makers                                 | dicembre 1995      | Manfredi Toraldo | Emanuele Manfredi                                                             | Piuma Blu        | 96     |
| 3       | Il prezzo del potere                           | gennaio 1996       | Manfredi Toraldo | Mara Aghem                                                                    | Piuma Blu        | 96     |
| 4       | Simboli di comando                             | febbraio 1996      | Manfredi Toraldo | Claudio Bisca                                                                 | Piuma Blu        | 96     |
| 5       | Conflitti                                      | maggio 1996        | Manfredi Toraldo | Tiziano Scanu                                                                 | Piuma Blu        | 96     |
| 6       | Il signore delle montagne                      | giugno 1996        | Manfredi Toraldo | Roberto Fabbretti                                                             | Piuma Blu        | 96     |
| 7       | I mastini celesti                              | luglio 1996        | Manfredi Toraldo | Emanuele Manfredi                                                             | Piuma Blu        | 96     |
| 1 rist. | Un nuovo compagno                              | marzo 1997         | Manfredi Toraldo | Ugo Verdi                                                                     | Piuma Blu        | 112    |
| 2 rist. | Gearing Makers                                 | aprile 1997        | Manfredi Toraldo | Emanuele Manfredi                                                             | Piuma Blu        | 96     |
| 3 rist. | Il prezzo del potere                           | maggio 1997        | Manfredi Toraldo | Mara Aghem                                                                    | Piuma Blu        | 96     |
| 4 rist. | Simboli di comando                             | giugno 1997        | Manfredi Toraldo | Claudio Bisca                                                                 | Piuma Blu        | 96     |
| 5 rist. | Conflitti                                      | luglio 1997        | Manfredi Toraldo | Tiziano Scanu                                                                 | Piuma Blu        | 96     |
| 6 rist. | Il signore delle montagne                      | settembre 1997     | Manfredi Toraldo | Roberto Fabbretti                                                             | Piuma Blu        | 96     |
| 7 rist. | I mastini celesti                              | ottobre 1996       | Manfredi Toraldo | Emanuele Manfredi                                                             | Piuma Blu        | 96     |
| 8       | Alieni                                         | novembre 1997      | Manfredi Toraldo | Mara Aghem                                                                    | Piuma Blu        | 96     |
| 9       | Il lungo sguardo del leone                     | dicembre 1997      | Manfredi Toraldo | Claudio Bisca                                                                 | Piuma Blu        | 96     |
| 10      | Sebastian                                      | gennaio 1998       | Manfredi Toraldo | Giovanni Crivello                                                             | Piuma Blu        | 96     |
| 11      | Loup Garou – Atto I                            | febbraio 2000      | Manfredi Toraldo | Michela Da Sacco                                                              | Orione           | 32     |
| 12      | Loup Garou – Atto II                           | maggio 2000        | Manfredi Toraldo | Roberto Graziano                                                              | Orione           | 32     |
| 13      | Loup Garou – Atto III                          | luglio 2000        | Manfredi Toraldo | Roberto Graziano, Cristiano Spadavecchia                                      | Orione           | 32     |
| 14      | Il giorno del Golem                            | settembre 2000     | Manfredi Toraldo | Roberto Pelle                                                                 | Orione           | 32     |
| 15      | Vassago! Colui che Ritorna – Atto I            | novembre 2000      | Manfredi Toraldo | Pietro Digiampietro                                                           | Orione           | 32     |
| 16      | Vassago! Colui che Ritorna – Atto II           | marzo 2001         | Manfredi Toraldo | Pietro Digiampietro                                                           | Orione           | 32     |
| 17      | Vassago! Colui che Ritorna – Atto III – Pietre | maggio 2001        | Manfredi Toraldo | Pietro Digiampietro, Tiziano Scanu                                            | Orione           | 32     |
| 18      | La caduta degli eroi – Atto I                  | luglio 2001        | Manfredi Toraldo | Emanuele Manfredi, Roberto Pelle, Tiziano Scanu                               | Orione           | 32     |
| 19      | La caduta degli eroi – Atto II                 | settembre 2001     | Manfredi Toraldo | Rossana La Bella, Roberto Pelle                                               | Orione           | 32     |
| 20      | La caduta degli eroi – Atto III                | aprile 2002        | Manfredi Toraldo | Paolo Armitano, Roberto Pelle                                                 | Orione           | 32     |

Nota: I volumi originali dal 1 al 7 si distinguono dalle loro ristampe per il colore dello scudo in copertina: nel primo caso il colore varia in ogni volume, nel secondo caso è viola.

### Albi speciali
| Titolo                                    | Data pubblicazione | Sceneggiatura                        | Disegni                                                                                     | Note                                                                                         |
| ----------------------------------------- | ------------------ | ------------------------------------ | ------------------------------------------------------------------------------------------- | -------------------------------------------------------------------------------------------- |
| Vittime Sacrificali                       | febbraio 1995      | Manfredi Toraldo                     | Claudio Bisca, Emanuele Manfredi, Marco Corbella                                            | Albo omaggio per Torino Comics, 32 pagine                                                    |
| -                                         | marzo 1995         | Manfredi Toraldo                     | Emanuele Manfredi, Ugo Verdi, Mara Aghem                                                    | Albo omaggio per Lucca Comics, 16 pagine                                                     |
| Pietre                                    | febbraio 1996      | Manfredi Toraldo                     | Ugo Verdi                                                                                   | Albo speciale Torino Comics, 16 pagine                                                       |
| Delirio                                   | maggio 1996        | Manfredi Toraldo                     | Roberto Graziano                                                                            | Albo speciale festival del fumetto di Milano, 16 pagine                                      |
| Dietro il sipario                         | settembre 1996     | -                                    | David Messina, Emanuele Manfredi, Paolo Rotelli, Roberto Graziano, Tiziano Scanu, Ugo Verdi | Raccolta di studi e bozzetti, albo speciale Comiconvention di Milano, 16 pagine              |
| I paladini                                | ottobre 1996       | Manfredi Toraldo                     | Pietro Di Giampietro, Paolo Rotelli                                                         | Panoplia, albo speciale Lucca Comics, erroneamente intitolato "Dietro il sipario", 32 pagine |
| L'Inclito Concilio – Il Gioco delle Parti | gennaio 1997       | Manfredi Toraldo                     | David Messina                                                                               | Panoplia, albo speciale Novegro Fumetto, 32 pagine                                           |
| Made – Senza Nome                         | febbraio 1997      | Manuela Pessina, Manfredi Toraldo    | Mara Aghem, Pietro Di Giampietro, Emanuele Manfredi                                         | Panoplia, 32 pagine                                                                          |
| I Pirati del Mare Settentrionale          | marzo 1997         | Manfredi Toraldo                     | Roberto Fabbretti                                                                           | The Yumì Saga I, 32 pagine                                                                   |
| Il Giorno in cui gli Eroi...              | aprile 1997        | Manfredi Toraldo                     | Roberto Graziano                                                                            | The Yumì Saga II, 32 pagine                                                                  |
| La Cattedrale di Fiamme                   | maggio 1997        | Manfredi Toraldo                     | Roberto Pelle                                                                               | The Yumì Saga III, 32 pagine                                                                 |
| Un Soffio di Vento                        | giugno 1997        | Manuela Pessina                      | Giovanni Crivello                                                                           | The Yumì Saga IV, 32 pagine                                                                  |
| Novelle                                   | luglio 1997        | Riccardo Borgogno - Manfredi Toraldo | Roberto Graziano - Nicola Carabetta                                                         | 32 pagine                                                                                    |
| Epistola – Prigioni – Delirio             | settembre 1997     | Manfredi Toraldo                     | Fulvio Bisca, Claudio Bisca, Roberto Graziano                                               | Ristampa di due storie dal numero zero e Delirio, formato A4, 32 pagine                      |

Nota: tutti gli albi speciali sono editi dalla casa editrice Piuma Blu.